# Хорватская социал-либеральная партия
Хорватская социал-либеральная партия (хорв. Hrvatska socijalno liberalna stránka, HSLS) — хорватская консервативно-либеральная политическая партия. Партия является членом Либерального Интернационала и Европейской партии либеральных демократов и реформаторов.

## История
ХСЛП была образована 20 мая 1989 года как «Хорватский социал-либеральный союз» (хорв. Hrvatski socijalno liberalni savez). Это была первая хорватская политическая партия, образовавшаяся после повторного введения многопартийной системы. Её первым руководителем был Славко Гольдштейн.
ХСЛП стала главной оппозиционной партией после президентских и парламентских выборов 1992 года и оставалась таковой до конца 1990-х. В 1998 году создана постоянная коалиция ХСЛП с Социал-демократической партией, победившей на выборах через два года, сместив правящий Хорватский демократический союз; в результате партия сформировала новое правительство вместе с четырьмя другими партиями. Однако, после раскола партии в 2002 году, ХСЛП вышла из правительства.
На парламентских выборах 2003 года союз ХСЛП и Демократического центра получил 4,0 % голосов избирателей и 3 из 151 мест. После выборов ХСЛП поддерживает правительство Иво Санадера, перейдя с позиций левого либерализма на консервативные. Партия оставалась в правительственных коалициях, пока 10 июля 2010 года Даринко Косор, новый лидер хорватской Социал-либеральной партии, не объявил о решении своей партии выйти из правящей коалиции. Начиная с 14 июля 2010 года ХСЛП не имеет представителей в парламенте впервые в истории партии.